# Anggira typica
Anggira typica är en insektsart som beskrevs av William Lucas Distant 1906. Anggira typica ingår i släktet Anggira och familjen Flatidae. Inga underarter finns listade i Catalogue of Life.